# HMS Royal George (1756)
HMS Royal George (Ройял Джордж) — 100-пушечный линейный корабль первого ранга. Третий корабль Королевского флота, названный в честь королей Георгов Ганноверской династии. Перевернулся и затонул в Спитхеде в 1782 году.

## Постройка
Заказан 29 августа 1746 года. Заложен в Вулвиче в 1746 году как Royal Anne, переименован в ходе постройки. На момент спуска, 18 февраля 1756 года был самым большим кораблём в мире.  

## Служба
Участвовал в Семилетней войне, входил в Западную эскадру Флота Канала (адмирал Эдвард Хок). Бо́льшую часть 1759 года провёл в блокаде Бреста. В ноябре этого года флагман Хока HMS Ramillies встал в док на ремонт. Адмирал перенёс флаг на Royal George. Он и был флагманом при Кибероне, где потопил французский Superbe. 
С 1763 года по 1778 год был в резерве, в консервации. В 1778 году снова вошёл в строй и принял участие в Американской Войне за независимость. В январе 1780 года участвовал в Битве при лунном свете.

### Гибель

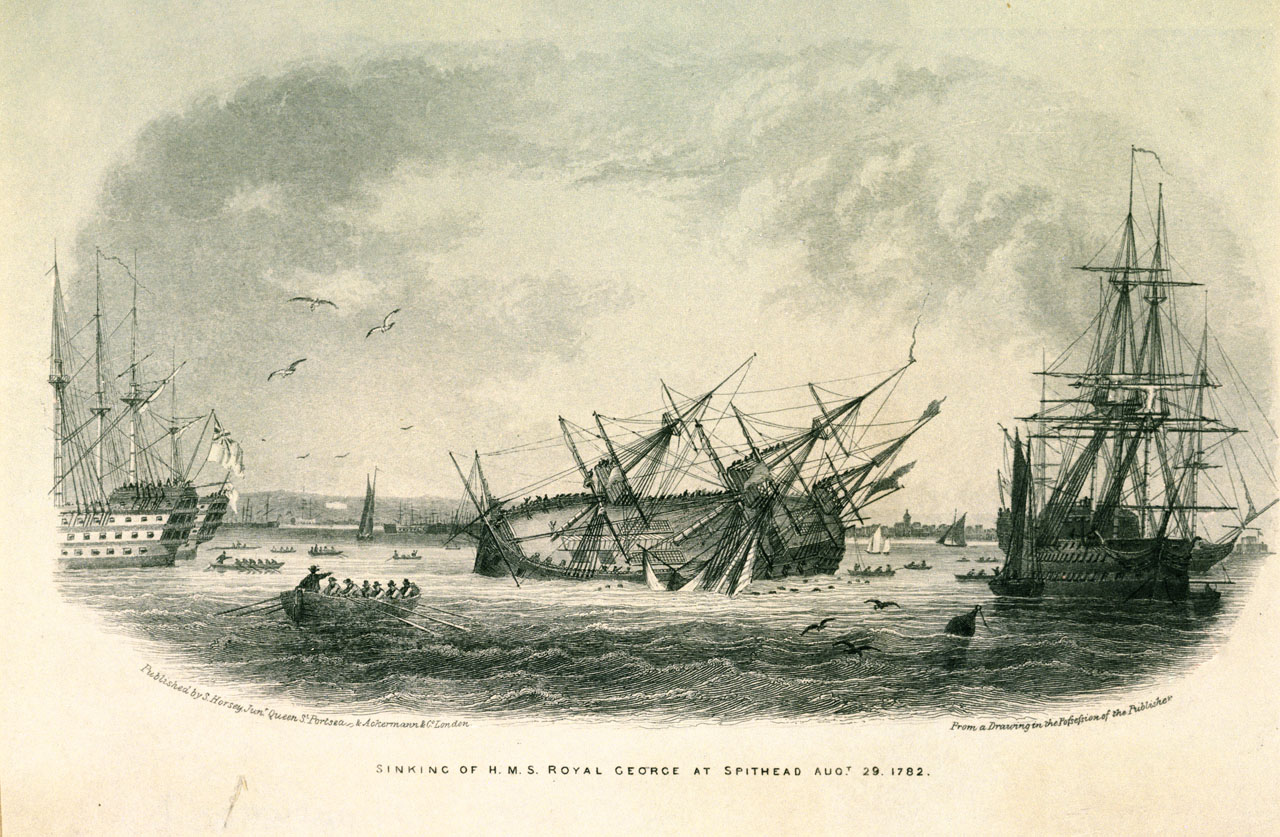
Катастрофа HMS Royal George, гравюра XVIII в.

28 августа 1782 года под флагом Ричарда Кемпенфельдта стоял на якоре в Спитхеде, готовясь к походу в Гибралтар в составе флота адмирала Хау. Royal George был закренён на левый борт с помощью смещения груза, для работ на подводной части. Порты гон-дека были открыты, и волна время от времени заходила в них, накапливаясь в палубе, уменьшая таким образом остойчивость. При приложении дополнительного кренящего момента от приёма припасов на тот же борт, корабль накренился дополнительно, и края нижних портов ушли в воду, от чего он окончательно потерял остойчивость, опрокинулся и затонул. Из-за малой глубины в месте стоянки, мачты и рангоут оставались над водой. С кораблём погибло более 900 человек, включая контр-адмирала, работавшего в своей каюте, и до 300 женщин и 60 детей, гостивших на борту. Около 230 человек спаслись, часть на мачтах, часть добрались до берега.
Погибшие, выброшенные на берег, были похоронены в братской могиле в местечке Райд, остров Уайт. В 1956 году на месте захоронения была установлена, и в 2006 году переустановлена, памятная доска.
Катастрофа Royal George была использована А. Н. Крыловым в 1904 году для аналогии в разборе аварии при достройке броненосца «Орёл» в Кронштадте. Он даёт несколько иную версию событий:

Когда… вахтенный офицер сказал командиру корабля, что корабль пора спрямлять, тот приказал спрямлять после подъёма флага. Высвистанная для построения команда разбегалась по местам по левому, низкому борту, чем ещё больше накренила его.

В официальной версии, принятой флотской комиссией сразу после гибели корабля, причиной катастрофы было названо подгнивание корпуса (сухая гниль), и как следствие, катастрофическая потеря прочности при наклонении.